# Pohjanselkä
Pohjanselkä är en sjö i kommunerna Gustav Adolfs och Sysmä i landskapet Päijänne-Tavastland i Finland. Sjön ligger 89,8 meter över havet. Arean är 40 hektar och strandlinjen är 4,84 kilometer lång. Sjön  ingår i Kymmene älvs huvudavrinningsområde.   Den ligger omkring 69 km norr om Lahtis och omkring 170 km norr om Helsingfors. 
I sjön finns ett fåtal mycket små öar, en av dem heter Kuusisaari i Sysmä-delen av sjön, vars area är omkring 330 kvadratmeter och med en största längd av 30 meter i nord-sydlig riktning.